# Stephan Nerenius
Stephan Nerenius, född 14 april 1734 i Stora Skedvi församling, Kopparbergs län, död 3 januari 1787 i Ekeby församling, Östergötlands län, var en svensk präst i Ekeby församling.

## Biografi
Stephan Nerenius föddes 14 april 1734 i Stora Skedvi socken. Han var son till akademibonden Lars Staffansson. Nerenius blev 1756 student vid Uppsala universitet och prästvigdes 1760. Han blev 1774 komminister i Rinna församling. Nerenius blev 19 juni 1782 kyrkoherde i Ekeby församling och tillträdde 1783. Han avled 3 januari 1787 i Ekeby socken.
Nerenius gifte sig 25 februari 1766 med Klara Kristina Forsström (1749–1786). Hon var dotter till komministern Olof Forsström och Christina Margareta Ihrstadius i Rättviks socken. De fick tillsammans barnen Kristina Margareta Nerenius (1767-1784), Johan Stephan Nerenius (död 1789) och Kristina Nerenius (1769–1775).